# ورلو (آلکسیناتس)
ورلو (به صربی: Vrelo) یک منطقهٔ مسکونی در صربستان است که در الکسیناتس واقع شده‌است. ورلو ۳۵۵ نفر جمعیت دارد.